# Aelred
Aelred – imię męskie pochodzące od germańskiego Adalrat, Adalrad, którego patronem jest św. Aelred, angielski święty z XII wieku.
Aelred imieniny obchodzi 12 stycznia, jako wspomnienie św. Aelreda.